# Yehoyada Haim
Yehoyada Haim (hebräisch יהוידע חיים Yehôyādāʿ Ḥayyīm; * 1941)  ist ein israelischer Diplomat.

## Werdegang
Haim studierte in den Vereinigten Staaten an der Georgetown University, wo er 1975 im Fach Nahost- und Asienstudien promovierte.
Während seiner diplomatischen Laufbahn war er politischer Berater in London und Leiter der Nahostabteilung des israelischen Außenministeriums. Von 1995 bis 2000 diente er als Botschafter in Indien und danach als Botschafter in der Volksrepublik China mit gleichzeitiger Akkreditierung als nicht-residierender Botschafter in der Mongolei.

## Schriften
- 1983: Abandonment of Illusions: Zionist political attitudes toward Palestinian Arab nationalism, 1936-1939

| Personendaten    | Personendaten         |
| ---------------- | --------------------- |
| NAME             | Haim, Yehoyada        |
| KURZBESCHREIBUNG | israelischer Diplomat |
| GEBURTSDATUM     | 1941                  |